# Literaturjahr 1736
Liste der Literaturjahre

1734 | 1735 | Literaturjahr 1736

Weitere Ereignisse
Dieser Artikel behandelt das Literaturjahr 1736.

## Ereignisse
- 19. Februar: Uraufführung der Ode Das Alexander-Fest von Georg Friedrich Händel im Covent Garden Theatre vor 1300 Zuhörern.[1] Die Textvorlage gestaltet Newburgh Hamilton nach einer Ode von John Dryden aus dem Jahre 1697.
- 06. August: Der englische Buchdrucker und Verlege William Parks begründet in Virginia mit der Virginia Gazette eine der ältesten Zeitungen Nordamerikas, die die erste Publikumszeitung in diesem späteren Bundesstaat darstellte. Das Motto der Zeitung ist „Containing the freshest advices, foreign and domestick“. Allerdings bringt Parks vor allen Dingen Nachrichten aus aller Welt, die seinen Bekanntenkreis und ihn auf dem Briefweg erreichten. Ereignisse aus Virginia sind mit Ausnahmen regionaler Bedeutung – etwa einem Pferdediebstahl oder einem entlaufenen Sklaven – eher die Seltenheit in seiner Berichterstattung. William Parks erkennt früh den Wert von Werbeanzeigen und schaltet bereits im Oktober 1736 einen Aufruf an potentielle Werbekunden.[2]
- Charles Rivington begründet eine Gesellschaft von Buchhändlern, die als New Conger bekannt wird.
- Nach dem Tod des Prinzen Eugen von Savoyen erwirbt Karl VI. dessen gesamte Bibliothek von rund 15.000 Bänden und verleibt sie der Kaiserlichen Hofbibliothek ein.
- Der französische Komponist, Musiker und Musikredakteur Antoine Mahaut reist nach London, wo er dem Verleger John Walsh begegnet, der seine Six Sonatas or Duets veröffentlicht.
- Der portugiesische Aufklärer, Theologe, Priester, Philosoph, Schriftsteller und Denker Luís António Verney wird an der Universität Évora in Theologie promoviert.
- Der italienische Rechtsgelehrte, Philologe und Bibliothekar Giovanni Lami erhält eine Stelle als Bibliothekar bei der Familie Riccardi, die sich seit Ende des 16. Jahrhunderts der Sammlung wertvoller Bücher und Kodizes widmet. Vier Jahre später wird Lami zum alleinigen Direktor der Riccardiana-Sammlung bestellt und behält die Position bis zu seinem Tod 1770.
- Friedrich, Kronprinz von Preußen, beruft Charles Étienne Jordan zu sich nach Rheinsberg und macht ihn zu seinem Bibliothekar und Sekretär.
- Der russische Dichter, Naturwissenschaftler und Reformer der russischen Sprache Michail Wassiljewitsch Lomonossow setzt sein Studium in Deutschland an der Universität Marburg (insbesondere bei dem Philosophen Christian Wolff) in den Fächern Philosophie, Mathematik, Chemie und Physik fort.
- Der spätere  Superintendent, Extraordinarius, Botaniker, Mykologe, Entomologe und Ornithologe Jacob Christian Schäffer beginnt sein Studium der evangelischen Theologie an der Universität Halle.
- Der Pfarrer und Kirchenlieddichter Christian Schumann wirkt von nun an in Pötewitz.
- Der deutsch-dänische Komponist und Musikkritiker Johann Adolf Scheibe zieht nach Hamburg um, wo er schnell mit Johann Mattheson und Georg Philipp Telemann Freundschaft schließt.
- Der Oberlausitzer Heimatforscher und Pfarrer Christian Knauthe beginnt seine Arbeit in der Görlitzer Dreifaltigkeitskirche.

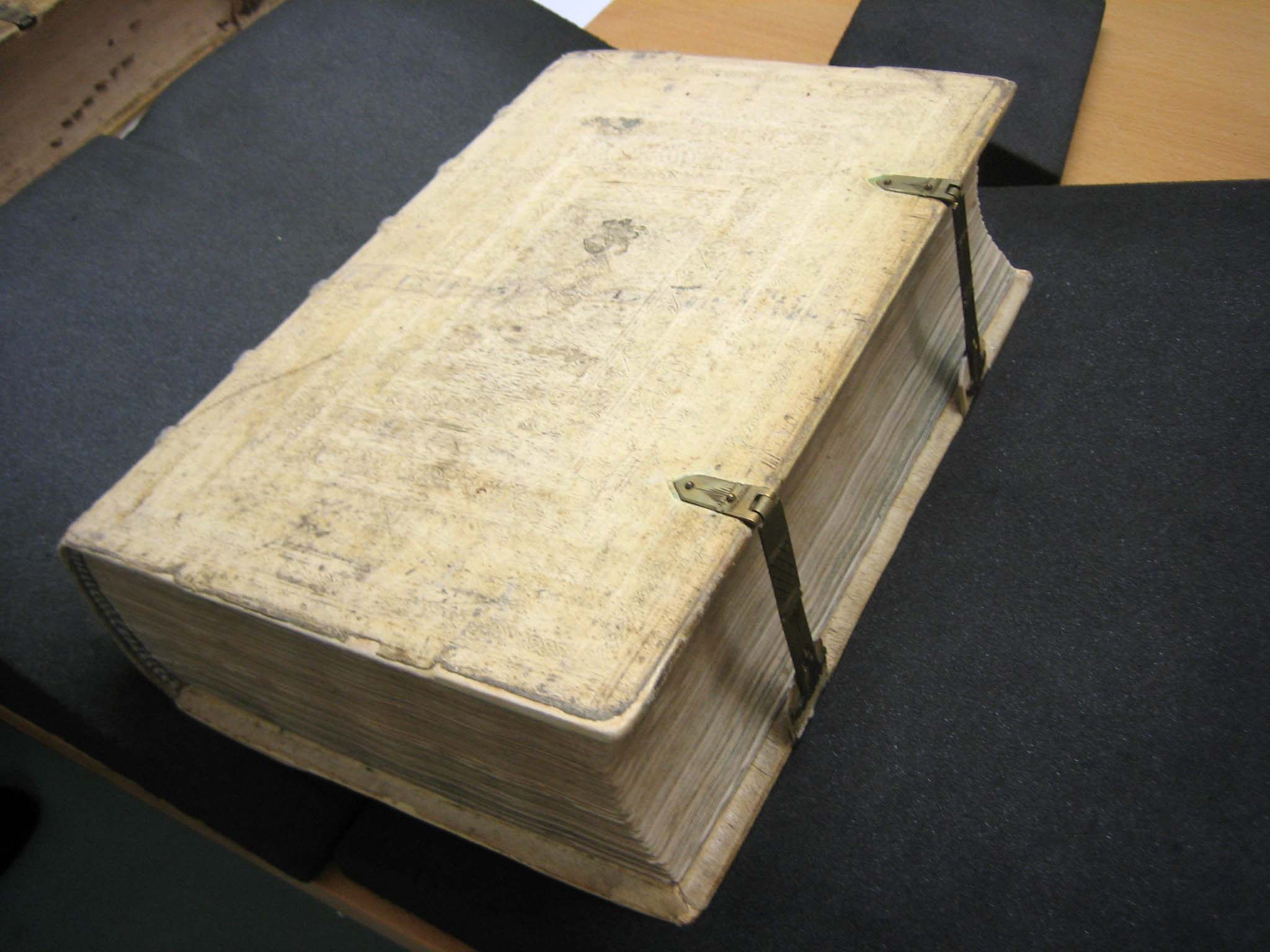
Schillings Burgunderchronik in der Zentralbibliothek Zürich

- Beginn einer bis 1743 andauernden Restaurierung der Grossen Burgungerchronik (1480) von Diebold Schilling dem Älteren.
- Begründung einer ersten eigenständigen Buchdruckerei in Bogotá, Kolumbien.[3]
- Der Begriff Thesaurus lässt sich erstmals in der englischen Neuzeit nachweisen.[4]
- Der englische Mathematiker und Numismatiker sowie spätere Vorsitzende der Royal Society, Martin Folkes, hält vor der Gesellschaft der Antiquare einen Vortrag über Observations on the Trojan and Antonine Pillars at Rome (dt.: Untersuchung trojanischer und Antonischer Säulen in Rom) und Table of English Gold Coins from the 18th Year of King Edward III. (dt.: Tabelle der englischen Goldmünzen aus dem 18. Regierungsjahr Edward III.). Der letztgenannte Beitrag wird 1745 veröffentlicht.

## Neuerscheinungen

### Prosa

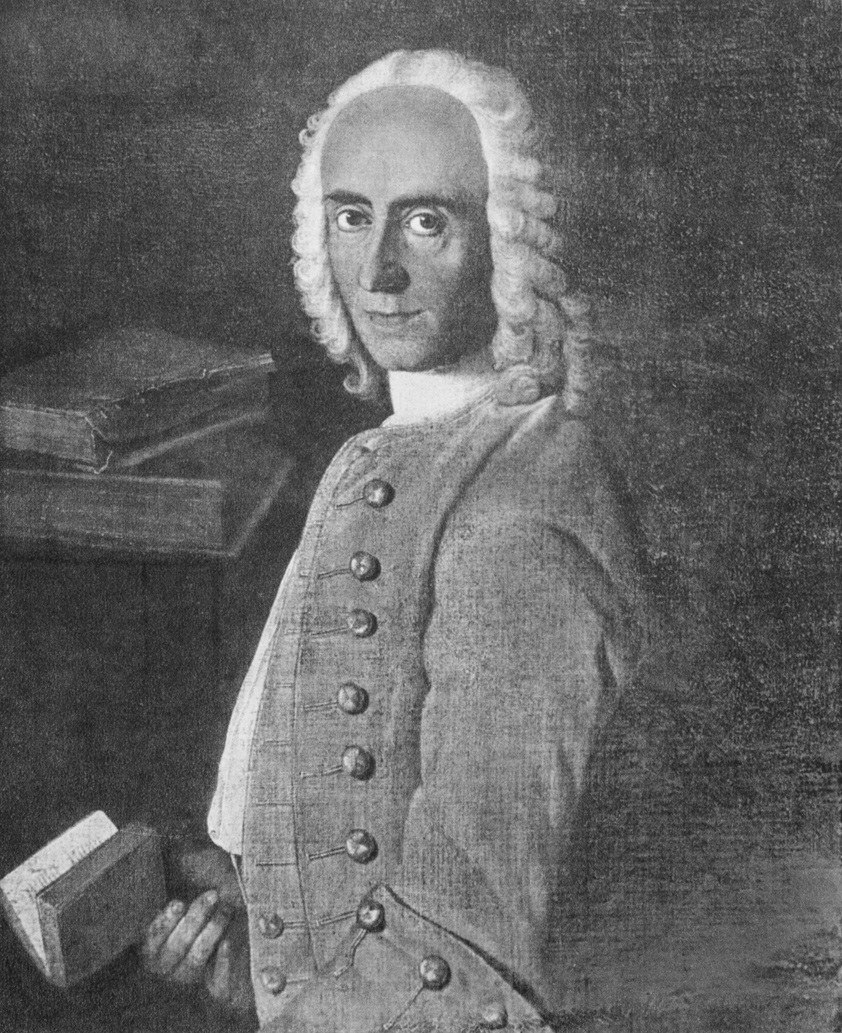
Johann Jakob Bodmer veröffentlicht 1736 Brief-Wechsel von der Natur des poetischen Geschmackes

- Johann Friedrich Bachstrom – Bey zwei hundert Jahr lang unbekannte, nunmehro aber entdeckte vortreffliche Land der Inqviraner: Aus der Erzehlung Eines nach langwieriger Kranckheit in unsern Gegenden verstorbenen Aeltesten dieses glückseligen Landes, Nach allen seinen Sitten, Gebräuchen, Ordnungen, Gottesdienst, Wissenschafften, Künsten, Vortheilen und Einrichtung umständlich beschrieben, Und dem gemeinen Wesen zum Besten mitgetheilet
- Daniel Defoe – Roxana (erste deutschsprachige Ausgabe)
- Eliza Haywood – Adventures of Eovaai (später auch unter dem Titel The Unfortunate Princess veröffentlicht)

### Übersetzungen
- Anonymous – The Life of Marianne (Übersetzung von Pierre Carlet de Marivaux)
- Joseph Addison – The Works of Petronius Arbiter

### Lyrik
- John Armstrong – The Oeconomy of Love, published anonymously[5]
- Johann Jakob Bodmer – Brief-Wechsel von der Natur des poetischen Geschmackes
- Isaac Hawkins Browne der Ältere – A Pipe of Tobacco, anonym veröffentlicht, imitiert Colley Cibber, Ambrose Philips, James Thomson, Edward Young, Alexander Pope und Jonathan Swift[5]
- Mather Byles – To His Excellency governeur Belcher, on the Death of His lady. An Epistle.[6]

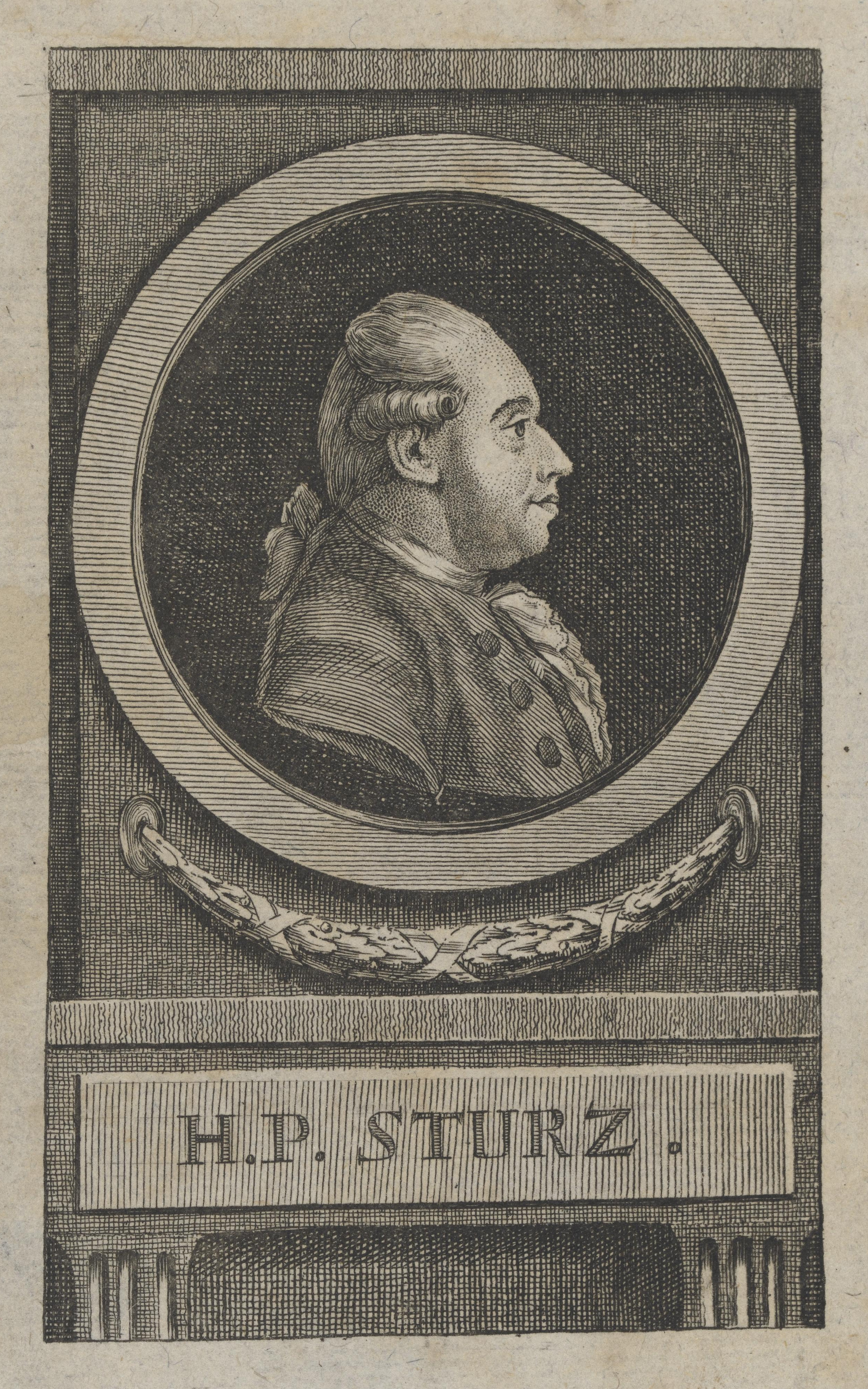
Helfrich Peter Sturz (1736–1779)

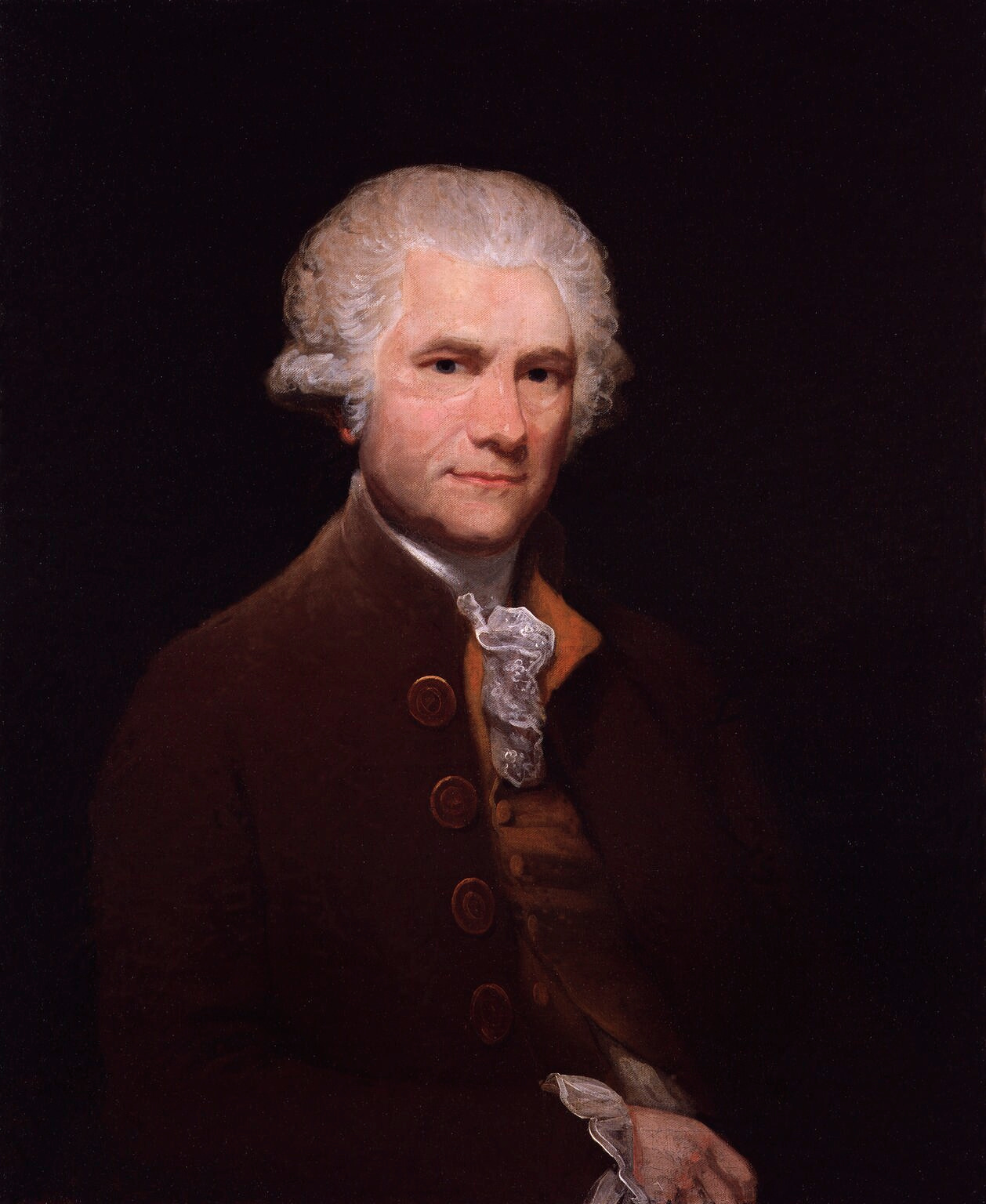
John Horne Tooke (1736–1812)

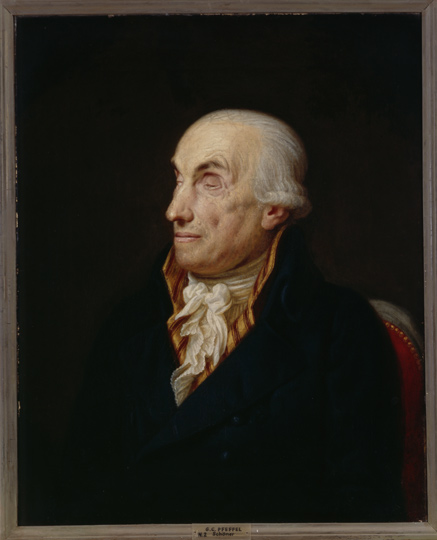
Gottlieb Konrad Pfeffel (1736–1809) Gemälde von Georg Friedrich Adolph Schöner, 1809, Gleimhaus Halberstadt

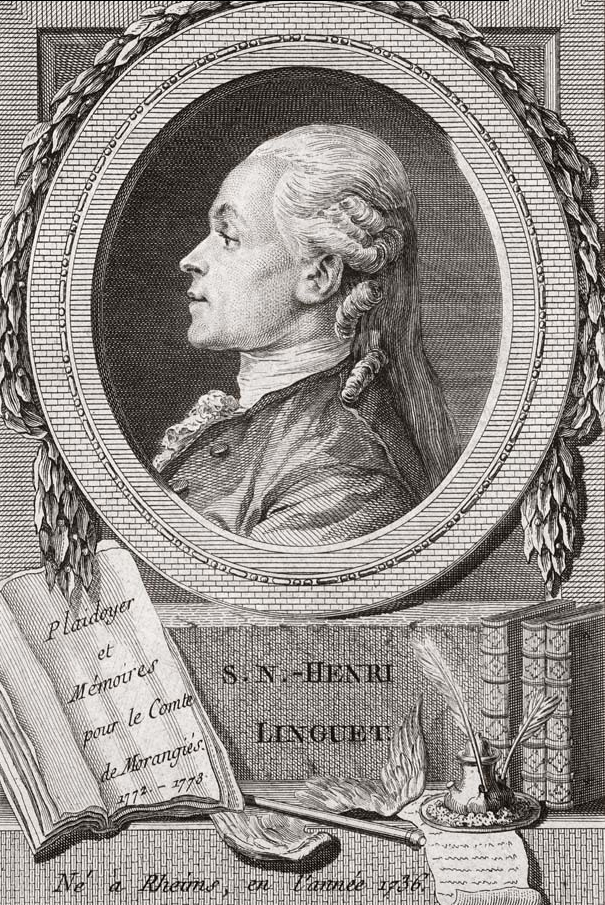
Simon Nicolas Henri Linguet (1736–1794)

Johann Georg Scheffner (1736–1820)

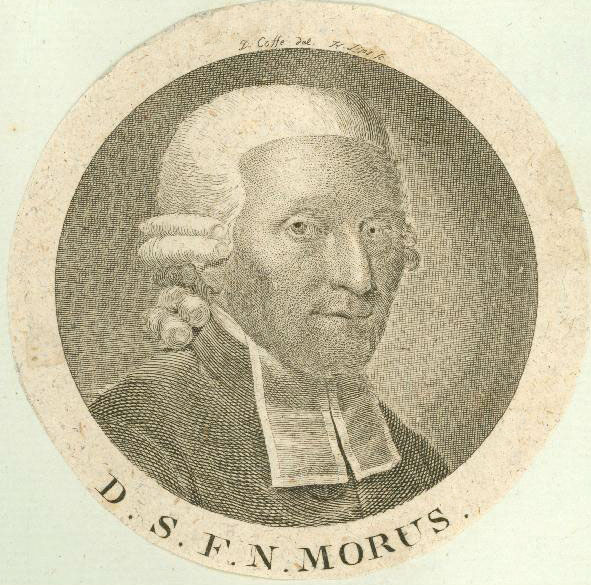
Samuel Friedrich Nathanael Morus (1736–1792)

- Richard Owen Cambridge – On the Happy Nuptials of Frederick, Prince of Wales, and Augusta Princess of Sax-Gotha
- William Dawson – Poems on Several Occasions, anonym veröffentlicht; beeinflusst von Alexander Pope[7]
- Stephen Duck – Poems on Several Occasions[5]
- Johann Christoph Gottsched – Herrn Johann Christoph Gottscheds Gedichte[8]
- William Melmoth – Two Episodes of Horace Imitated[5]
- Muhammad ibn Abd al-Wahhab – Kitab at-tawhidt
- Alexander Pope – The Works of Alexander Pope, Volumes 3: fables, translations and imitations; Volume 4 includes The Dunciad[5]
- Elizabeth Rowe – The History of Joseph[5]
- William Shenstone – The Schoolmistress
- James Thomson, last two parts of Liberty[5]
  - Britain, Part 4[5]
  - The Prospect, Part 5, the last part[5]

### Drama
- Henry Carey – The Honest Yorkshireman
- Colley Cibber – Papal Tyranny in the Reign of King John
- Henry Fielding – Pasquin
- Aaron Hill – Alzira
- George Lillo – The Fatal Curiosity
- James Miller – The Man of Taste
- Voltaire – Alzire und L’Enfant prodigue

### Sachliteratur
- Jean-Baptiste de Boyer, Marquis d’Argens – Lettres juives ou Correspondance philosophique, historique et critique entre un juif voyageur à Paris et ses correspondans en divers endroits und Mémoires du marquis de Mirmon, ou le solitaire philosophe
- Pieter Burman der Ältere (Hrsg.) – Sueton
- John Armstrong – The Oeconomy of Love
- Thomas Bayes – An Introduction to the Doctrine of Fluxions, and a Defence of the Mathematicians Against the Objections of the Author of the Analyst
- Joseph Butler – Analogy of Religion
- Thomas Carte – Life of James Duke of Ormonde
- Pierre François Xavier de Charlevoix – Histoire et description générale du Japon
- William Rufus Chetwood – The Voyages ... of William Owen Gwin Vaughan
- John Colson – Method of fluxions (Übersetzung vom Latein ins Englische nach Isaac Newtons Methodus Fluxionum et Serierum Infinitarum, 1671)
- Leonhard Euler – Mechanica, sive motus scientia analytica exposita
- Johann August Ernesti – Initia doctrinae solidioris
- Nicolas Lenglet Du Fresnoy – Défense de la nation Hollandoise, contre les calomnies répandues dans les Lettres sur les Hollandois, et dans la Méthode pour étudier l’histoire, Géographie des enfans, ou, Méthode abrégée de la géographie, divisée par leçons, avec la liste des principales cartes nécessaires aux enfans
- Johann Christoph Gottsched – Ausführliche Redekunst
- Jean-Baptiste Du Halde – Description de l'Empire de la Chine
- John Harris – Lexicon technicum (5. Auflage in zwei Bänden)
- Johann Hübner – Lexicon genealogicum, Das ist: Ein Verzeichniß aller itzt lebenden Hohen Häupter in der Politischen Welt (5. Auflage)
- Carl von Linné – Bibliotheca Botanica, Fundamenta Botanica, Methodus und Musa Cliffortiana
- Carl Günther Ludovici – Kurtzer Entwurff einer vollständigen Historie der Wolffischen Philosophie
- Michel Pignolet de Montéclair – Principes de Musique divisées en quatre classes
- Ignatz Mühlwenzel – Fundamenta mathematica ex arithmetica, geometria et trigonometria
- Isaac Newton – Method of Fluxions
- Alexander Pope – The Works of Alexander Pope vols. iii - iv
- François Quesnay – Essai phisique sur l’oeconomie animale
- Julius Bernhard von Rohr – Juristischer Tractat von dem Betrug bei den Heyrathen
- Elizabeth Rowe – The History of Joseph
- Henning Scheunemann – Spagyrische Geheimnüsse (postum). In: Andreas Tentzel: Chymisch-spagyrische Artzney-Kunst
- William Stukeley – Palaeographia Sacra
- Aegidius Tschudi – Chronicon Helveticum Zweiter Band. Postum herausgegeben von Johann Rudolf Iselin (Erster Band, 1734)
- James Thomson – Britain
- William Warburton – The Alliance Between Church and State (als Antwort auf Benjamin Hoadlys Publikation von 1735)
- Leonard Welsted – The Scheme and Conduct of Providence

## Geboren
- 16. Februar: Helfrich Peter Sturz,  deutscher Schriftsteller der Aufklärung († 1779)
- März: Rudolf Erich Raspe, deutscher Bibliothekar, Schriftsteller und Universalgelehrter in der Zeit der Aufklärung († 1794)
- 07. Mai: Gabriel Sénac de Meilhan, französischer Essayist († 1803)
- 10. Mai: George Steevens, englischer Literaturwissenschaftler, der sich auf Werke William Shakespeares spezialisiert hatte († 1800)
- 03. Juni: Konrad Grübel, Nürnberger Mundartdichter und Gassenhauptmann († 1809)
- 25. Juni: John Horne Tooke,  englischer Schriftsteller († 1812)
- 28. Juni: Gottlieb Konrad Pfeffel,  deutscher Schriftsteller, Militärwissenschaftler und Pädagoge aus dem Elsass († 1809)
- 01. Juli: Annis Boudinot Stockton, nordamerikanische Dichterin († 1801)
- 14. Juli: Simon Nicolas Henri Linguet, französischer Schriftsteller († 1794)
- 08. August: Johann Georg Scheffner,  deutscher Jurist, Schriftsteller, Übersetzer, preußischer Beamter, Aufklärer und Freimaurer († 1820)
- 31. August: David Ellis, walisischer Kleriker der anglikanischen Kirche, Dichter und Übersetzer († 1795)
- 16. September: Johannes Nikolaus Tetens, deutscher  Philosoph, Mathematiker, Naturforscher der Aufklärung († 1807)
- 27. Oktober: James Macpherson, schottischer Dichter und Politiker († 1796)
- 26. November: Charles-Joseph Panckoucke, französischer Schriftsteller und Verleger († 1798)
- 30. November: Samuel Friedrich Nathanael Morus, deutscher Philologe und lutherischer Theologe († 1792)
- 04. Dezember: Charles de Vilette, französischer Schriftsteller († 1793)
- genaues Datum unbekannt: Robert Jephson, irischer Dramatiker († 1803)
- genaues Datum unbekannt: James Ridley, englischer Schriftsteller († 1765)
- genaues Datum unbekannt: Percival Stockdale, englischer Dichter und Gegner der Sklaverei († 1811)

## Gestorben

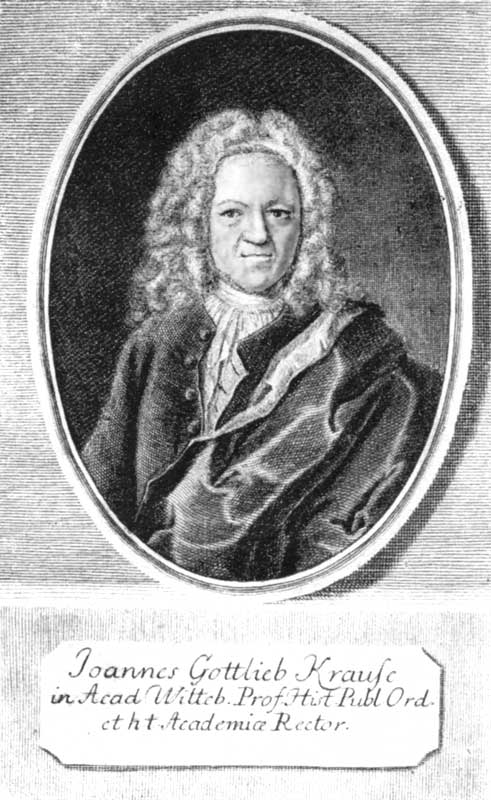
Johann Gottlieb Kraus (1684–1736)

- 09. Februar: Barnaby Bernard Lintot, englischer Verleger und Buchhändler
- 13. März: John Walsh, englischer Musikverleger und Instrumentenbauer (* um 1665)
- 31. März: Frantz Vogt, deutscher lutherischer Theologe und Dichter (* 1661)
- 30. April: Johann Albert Fabricius, deutscher Schulmeister und Bibliograph (* 1668)
- 16. Juli: Thomas Yalden, englischer Dichter und Übersetzer (* 1670)
- 08. August: Kada no Azumamaro, japanischer shintōistischer Philologe (Textforscher) und Dichter (* 1669)
- 13. August: Johann Gottlieb Kraus, deutscher Historiker und Rhetoriker (* 1684)
- 12. September: David Oppenheimer, Oberrabbiner von Prag, Landesrabbiner von Mähren und Böhmen sowie jüdischer Schriftgelehrter (* 1664)
- 21. Oktober: Paul Pfeffer, deutscher Jurist, Politiker und geistlicher Liederdichter (* 1651)
- genaues Datum unbekannt: Thomas Whittle, englischer Dichter, Liedtexter und Künstler (* 1683)